# 9813 Rozgaj
9813 Rozgaj este un asteroid din centura principală de asteroizi.

## Descriere
9813 Rozgaj este un asteroid din centura principală de asteroizi. A fost descoperit pe 13 octombrie 1998 la Visnjan de Korado Korlević. El prezintă o orbită caracterizată de o semiaxă mare de 2,27 ua, o excentricitate de 0,13 și o înclinație de 1,6° în raport cu ecliptica.